# Петнадесети изтребителен авиополк
Петнадесети изтребителен авиополк е бивше военно съединение от Военновъздушни сили на Българската армия.

## История
Създаден е през март и април 1950 г. на основата двадесет и шести изтребителен авиополк, който е наследник на 26 орляк. Преименуван е на 14 октомври 1950 г. През годините полка е пребазиран множество пъти. От началото на май 1950 г. е базиран на летище Карлово. По това време започва усвояването на реактивни самолети от страна на персонала. Първият български пилот, който лети на реактивен самолет е майор Васил Величков. Само няколко месеца по-късно е пребазиран на летище Граф Игнатиево край Пловдив. На 17 март 1951 г. е създадена десета изтребителна авиодивизия, а полка е придаден към нея. В края на март същата година към полка са придадени първите самолети Як-17 и Як-23, а през март 1952 г. са докарани самолети МиГ 15 и учебни УМиГ 15. От 1953 г. полка е пребазиран на летището в Безмер, а от там в Равнец. В следващите години полка получава самолети Миг 17 ф, МиГ 17 пф (1957), МиГ 21 пфм (1966), МиГ 21 бис (1989), МиГ 29 (1988 – 1990). През 1968 г. полка е включен в новосъздадената втора дивизия ПВО, базирана в Ямбол. В края на 80-те години полка се превъоръжава със самолети МиГ 21 бис и МиГ 29. През есента на 1994 г., съгласно плана за промяна на българската армия полка е разформирован, като от неговия състав се създават пета и шеста изтребителни авиобази.

## Командири
Военните звания са към датата на заемане на длъжността:
- Майор Васил Величков 1950 – 17 март 1951
- Старши лейтенант Стефан Ангелов март 1951 – ?
- Подполковник Николай Калев – 1985 – 1988
- Подполковник Димитър Георгиев – 1988 – 1990
- Евгени Манев – 1992 – 1994